# Cecil Rhodes
Cecil John Rhodes, angleški ekonomist, zgodovinar, in demograf, * 5. julij 1853, Bishop's Stortford, Hertfordshire, † 26. marec 1902, Muizenberg, Južna Afrika. 
Študiral je teologijo, filozofijo ter matematiko v Cambridgeu.
1. 1 2  Woodhouse C. M. Encyclopædia Britannica
2. 1 2  SNAC — 2010.
3. ↑  Oxford Dictionary of National Biography — Oxford: OUP, 2004.